# 斯图加特大学
斯图加特大学（德語：Universität Stuttgart）是位於德国斯图加特的一所大學，创建于1829年，前身是斯图加特联合技术工业学校，以工科技術科目聞名。
斯图加特大学是德国理工大学九校联盟成员之一，共5000名教职员工及27000余名在校学生(2015/16年冬季学期)。拥有全德第一的超级计算机，及全德第一来自第三方的科學研究经费。同时学校也支持并参与了包括弗劳恩霍夫协会和马克斯普朗克学会在内的140个研究所工作，其涵盖学术范围从人文科学到自然科学再到工程科学等多个学科。

## 历史

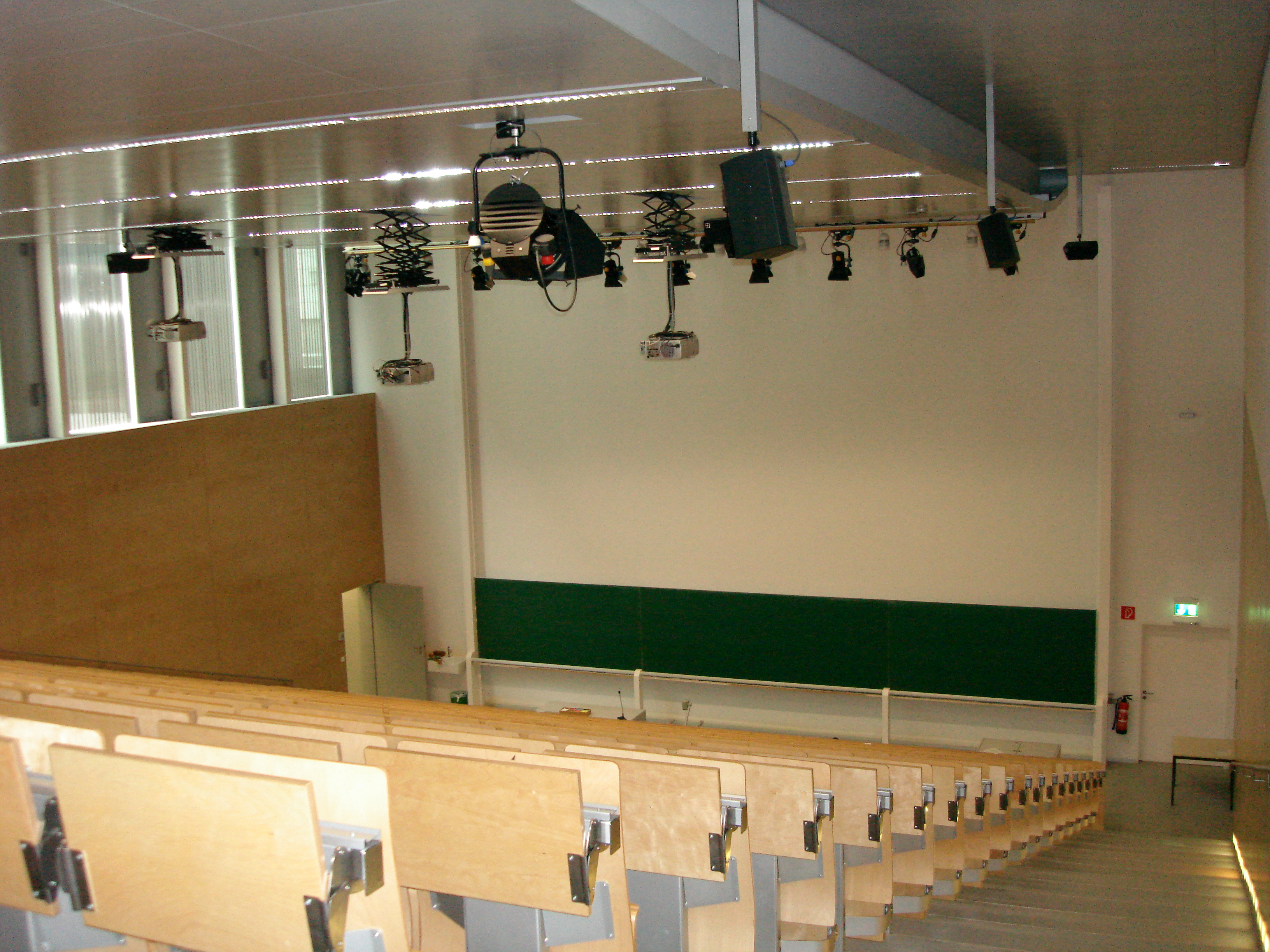
教室V38.01

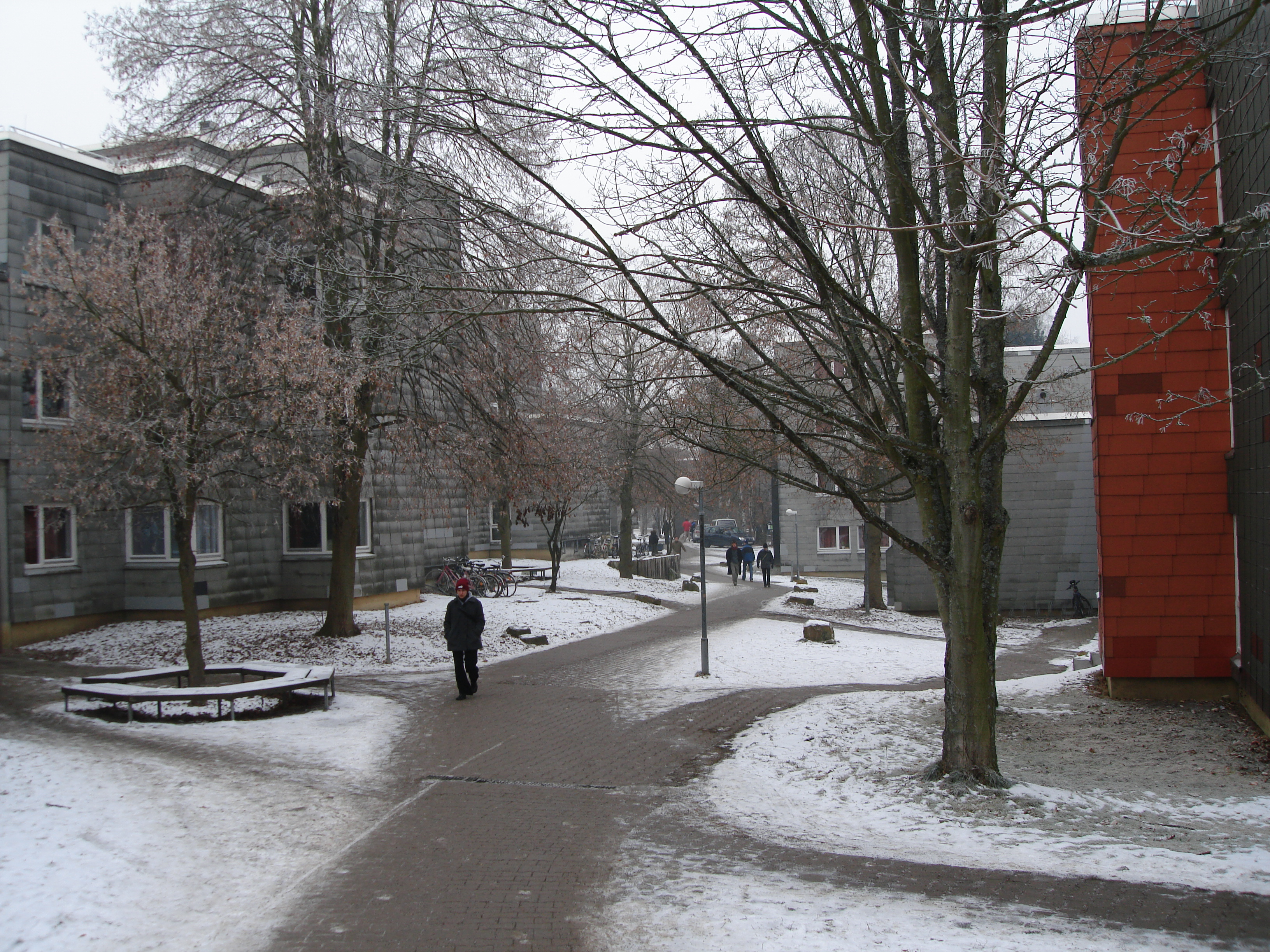
在Vaihingen的学生宿舍

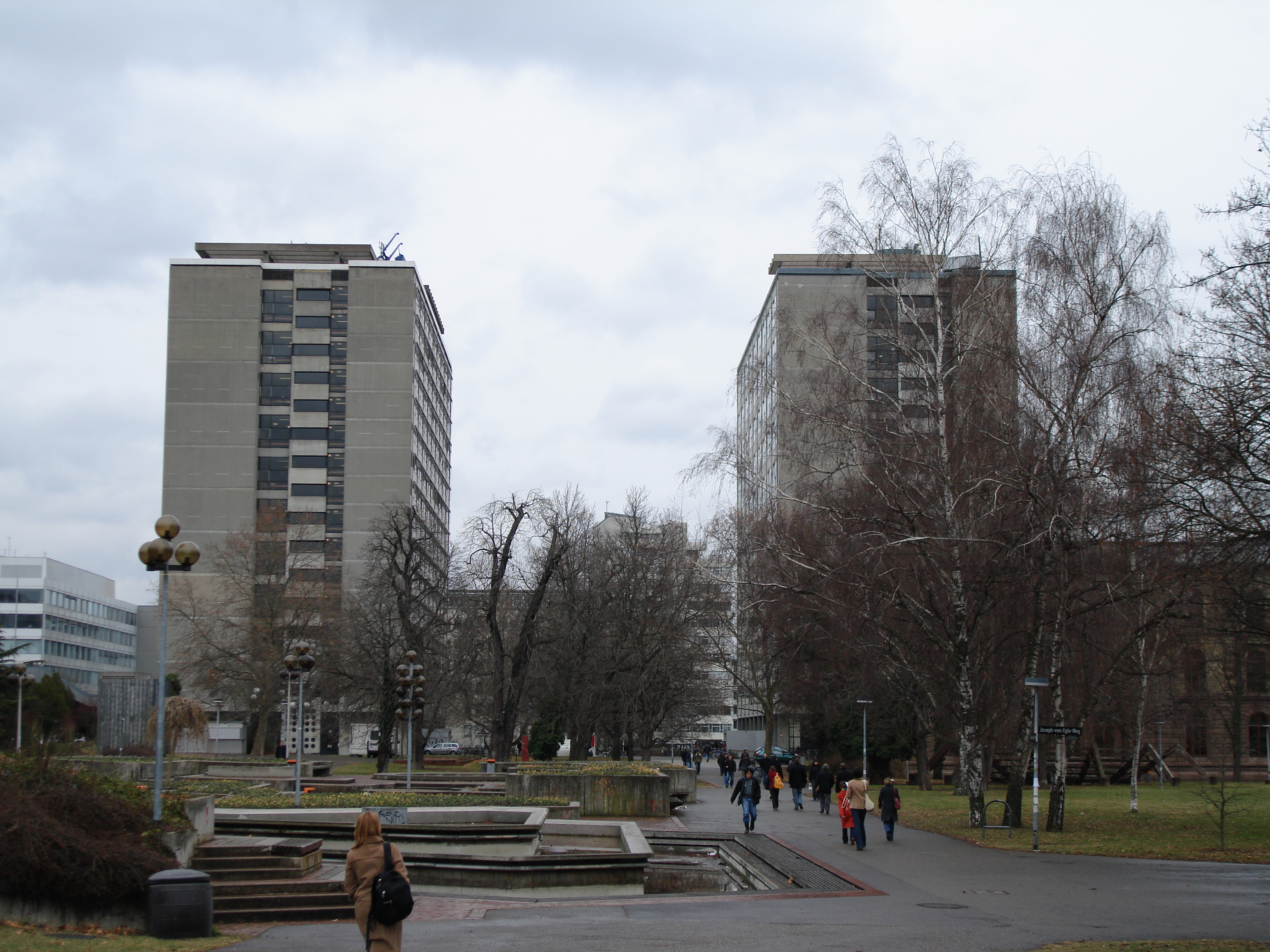
开普勒街(Keplerstraße)1和2号(K1/K2)

斯图加特大学可以追溯到1829年，前身是一所实科职业中学（Vereinigte Real- und Gewerbeschule）。2004年為該校建校175周年。随着工程类学科重要性的加强以及与之相应的教学的学院化，在1876年被改名为高等技术学院（TH）。并且在1900年获得了工程类学科的博士授予权。在1967年改名为斯图加特大学的同时，學術研究也確定了新的發展方向。
上世纪五十年代末，斯图加特大学开始在斯图加特的Vaihingen为自然及工程类学科建立校区。在原有的市中心校区有人文社会学科和建筑学科。除了这两个“主校区”之外，大学在斯图加特市区内还有许多分部，例如在Azenberg的矿务和晶体化学所。

## 學院
- 院系 1: 建筑及城市规划学院
- 院系 2: 土木及环境工程学院
- 院系 3: 化学学院
- 院系 4: 地理及生物科学学院
- 院系 5: 计算机及电子信息技术学院
- 院系 6: 航空航天及测量学学院
- 院系 7: 机械学院
- 院系 8: 数学及物理学院
- 院系 9: 哲学及历史学学院
- 院系10: 经济及社会学学院

## 相關科系
- 所有常见的工大（TU）相關科系
- 建筑和城市规划（Architektur und Stadtplanung）
- 汽车和发动机技术（Fahrzeug- und Motorentechnik）
- 工程管理（Technologiemanagement）
- 航空航天（Luft- und Raumfahrttechnik）
- 文化和人文科学（Kultur- und Geisteswissenschaften）
- 计算机（Informatik）
- 房地产经济和房地产技术（Immobilienwirtschaft und Immobilientechnik）
- 软件工程（Softwaretechnik）
- 工程導向的企业管理（Technisch orientierte Betriebswirtschaftslehre）
- 工程生物学（Technische Biologie）
- 工程控制学（Technische Kybernetik）
- 经济社会学（Wirtschafts- und Sozialwissenschaften）
- 工艺流程学（Verfahrenstechnik）
- 环境工程（Umweltschutztechnik）

## 大学图书馆

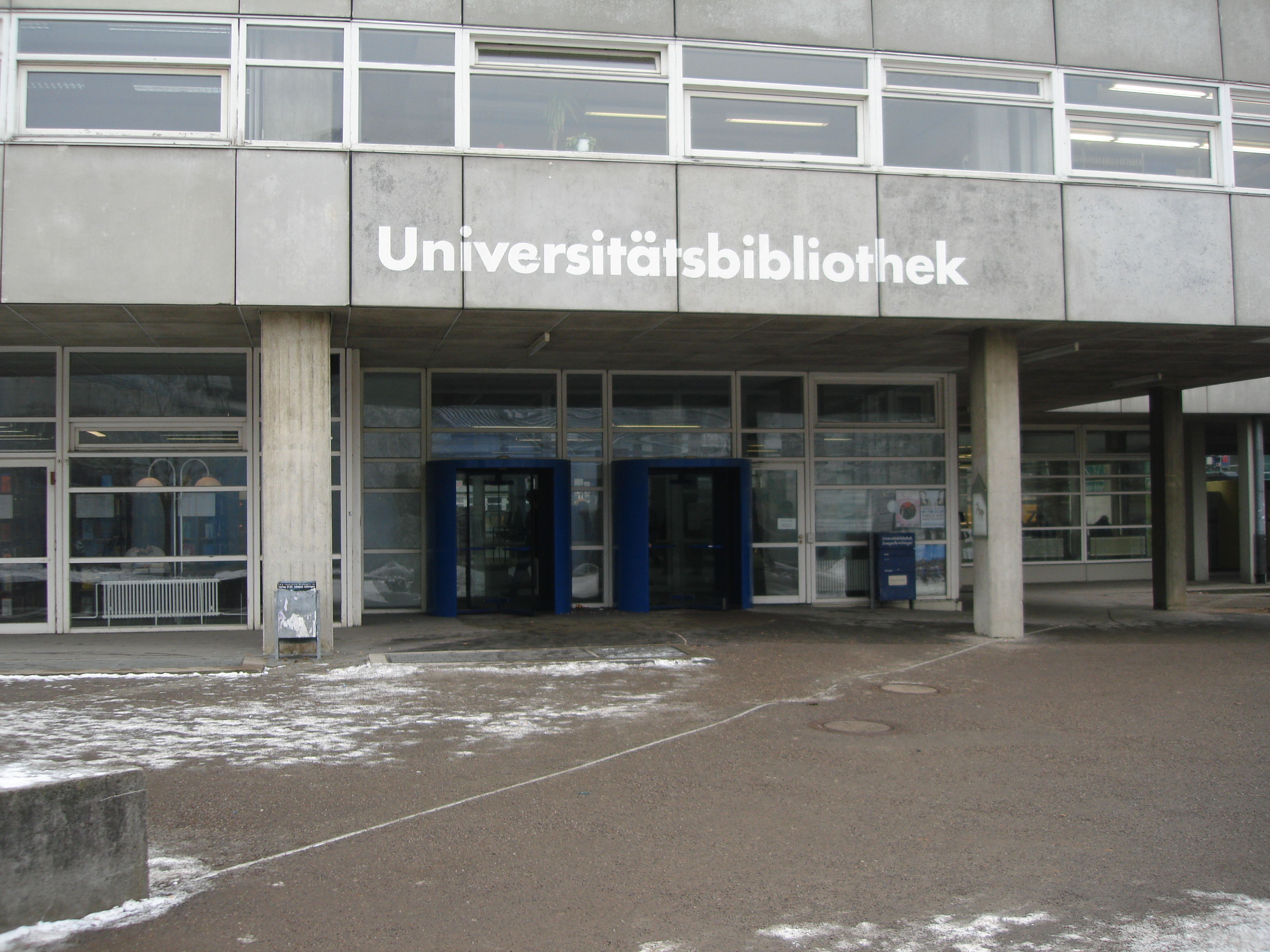
Zweigstelle Vaihingen

大学图书馆是1829年在斯图加特市中心建立的。由于面积的不足，1957年在斯图加特的Vaihingen大学校区建立了第二馆。由于这个原因，大学图书馆从此被分成了两部分。现在，图书馆绝大部分的自然科学及工程类书籍位于斯图加特的Vaihingen，建筑和人文及经济社会学部分在市中心。对于从事工程和自然科学的学习或研究的人来说，图书馆發揮了标准大学图书馆的作用；对于人文及社会学的学生，图书馆被认为是符腾堡州立图书馆（Württembergische Landesbibliothek）的补充。
此外各个院系也拥有自己的小型图书馆，用以收藏该学科的专业书籍。
其中在Vaihingen校区图书馆的第5层有一个由斯图加特中国学生联合会捐赠的600余册图书构成的中文图书专区。

## 排名
斯图加特大学在多个著名大学排名中获得全球和全国认可。根据2024年QS世界大学排名，在全球排名第312位，在德国排名第19位。根据泰晤士报高等教育世界大学排名，2024年，该机构在全球排名第251-300名之间，在全国排名第25位至第31位之间。世界大学学术排名（ARWU）将斯图加特大学定位在全球第301-400位之间，在2023年全国排名中位列第20至24位。

## 德国第二所工程技术高等学校
- 1900年拥有 工程及科学博士学位授予权
- 1922年拥有 人文科学博士学位授予权

## 外部連結
- 斯图加特大学 （页面存档备份，存于）（英文）
  - 斯图加特大学歷史 （页面存档备份，存于）